# Стрільниковське сільське поселення
Стрі́льниковське сільське поселення (рос. Стрельниковское сельское поселение) — муніципальне утворення у складі Атюр'євського району Мордовії, Росія. Адміністративний центр — село Стрільниково.

## Населення
Населення — 574 особи (2019, 843 у 2010, 1104 у 2002).

## Склад
До складу поселення входять такі населені пункти:
| Населений пункт       | Населення, осіб (2002) | Населення, осіб (2010) |
| --------------------- | ---------------------- | ---------------------- |
| Верхній Пішляй, село  | 74                     | 64                     |
| Клопинка, присілок    | 184                    | 145                    |
| Лісний Бор, присілок  | 52                     | 17                     |
| Нижній Пішляй, село   | 62                     | 38                     |
| Пічеполонга, присілок | 377                    | 293                    |
| Стрільниково, селище  | 56                     | 15                     |
| Стрільниково, село    | 299                    | 271                    |